# 谭维克
谭维克（1954年10月—），四川宣汉人，汉族。

## 生平
中国人民大学哲学硕士毕业。1997年以前一直在福建省委、省政府任职。2003年1月，就职海淀区委书记。2009年调北京市社会科学院工作。2009年底至2015年11月任北京市社会科学院党组书记、院长。